# Лапедона
Лапедона (итал. Lapedona) —  коммуна в Италии, располагается в регионе Марке, в провинции Фермо.
Население составляет 1159 человек (2008 г.), плотность населения составляет 78 чел./км². Занимает площадь 15 км². Почтовый индекс — 63010. Телефонный код — 0734.
Покровителями коммуны почитаются святые Кирик и Иулитта, празднование 15 июля.

## Демография
Динамика населения:

## Администрация коммуны
- Официальный сайт: https://web.archive.org/web/20100410080902/http://www.provincia.ap.it/lapedona/